# Tintilou
Tintilou est une localité située dans le département de Komki-Ipala de la province du Kadiogo dans la région Centre au Burkina Faso.  En 2006, cette localité comptait 4 510 habitants dont 53,7 % de femmes.